# Juan Carlos Portal
Juan Carlos Portal Aldana, detto Papi (L'Avana, 24 luglio 1967), è un ex giocatore di calcio a 5 cubano.

## Carriera
Papi Portal ha disputato tre campionati mondiali e altrettanti CONCACAF Futsal Championship con la nazionale cubana.